# Reacción de Betti
La Reacción de Betti es una reacción orgánica entre un aldehído, una amina aromática primaria y un fenol donde se obtiene como producto un α-aminobencilfenol. La reacción de Betti es un caso especial de la reacción de Mannich.